# Fußball-Oberliga Baden-Württemberg 2020/21
Die Saison 2020/21 der Oberliga Baden-Württemberg war die 43. Spielzeit der Fußball-Oberliga Baden-Württemberg und die dreizehnte als fünfthöchste Spielklasse in Deutschland. Sie wurde am 22. August 2020 eröffnet und sollte am 12. Juni 2021 enden. Ab dem 2. November 2020 wurde die Saison unter- und am 30. April 2021 schließlich abgebrochen sowie annulliert.

## Auswirkungen der COVID-19-Pandemie
Abschließende Beschlüsse zur Wertung der Vorsaison wurden auf einem außerordentlichen Verbandstag am 20. Juni 2020 getroffen. Aufgrund der unterschiedlichen Anzahl an absolvierten Spiele wurde auf Basis der Quotientenregel (erzielte Punkte geteilt durch absolvierte Spiele) eine Abschlusstabelle errechnet. Es gab keine sportlichen Absteiger aus der sowie in die Oberliga Baden-Württemberg. Anders als bei anderen Oberligen durften nur die jeweiligen Quotientenmeister der drei Verbandsligen sowie der quotientenbeste Teilnehmer an der ursprünglich geplanten Aufstiegsrunde aufsteigen. Dadurch vergrößerte sich das Teilnehmerfeld um drei Mannschaften.
Auf Basis eines Beschlusses einer Konferenz der Ministerpräsidenten der Länder wurde der Spielbetrieb ab dem 2. November 2020 bis auf Weiteres komplett eingestellt. Anfang Dezember sprachen sich nach einer Befragung durch den WFV „nahezu alle Teilnehmer“ für die Teilung des Teilnehmerfeldes in eine Auf- sowie eine Abstiegsrunde im Anschluss an die Hinserie aus. Hierzu kam es jedoch nicht mehr, da der ausrichtende WFV die Spielzeit am 30. April 2021 abbrach und darüber hinaus annullierte, weshalb es keine Auf- oder Abstiege in die oder aus der Oberliga gab. Gegen diese Entscheidung der Regionalliga Südwest GbR zogen die Stuttgarter Kickers – aufgrund ihrer Leistungen berechtigt für die Teilnahme an der Aufstiegsrelegation – Anfang Mai vor das Amtsgericht Stuttgart und stellten einen Antrag auf einstweilige Verfügung. Kurz darauf folgte der SGV Freiberg, der sogar für den direkten Aufstieg in Frage gekommen wäre. Die Anträge, die letztendlichen vor dem Landgericht Stuttgart verhandelt wurden, wurden Mitte Juni abgelehnt. Während Freiberg davon absah, in Berufung zu gehen, hielt sich Stuttgart diese Möglichkeit noch offen.

## Modus
Am 7. Juli 2020 entschied die Spielkommission der Oberliga unter Berücksichtigung eines Meinungsbilds unter den teilnehmenden Vereinen, den Modus nicht zu verändern und weiterhin am gewohnten Modell mit einer Hin- und Rückserie festzuhalten. Demnach wären 40 Spieltage zu absolvieren gewesen, an denen immer im Wechsel jeweils eine Mannschaft spielfrei gehabt hätte.

## Teilnehmer
Für die Spielzeit 2020/21 hatten sich folgende Vereine sportlich qualifiziert:
Die zweite Mannschaft des SV Sandhausen wurde nach Saisonende vom Spielbetrieb abgemeldet und aufgelöst.
- die verbleibenden Mannschaften aus der Oberliga Baden-Württemberg 2019/20:
  - 1. Göppinger SV
  - Stuttgarter Kickers
  - FV Ravensburg
  - FC 08 Villingen
  - SV Oberachern
  - FSV 08 Bissingen
  - Freiburger FC
  - Sportfreunde Dorfmerkingen
  - SV Linx
  - 1. FC Rielasingen-Arlen
  - FC Nöttingen
  - 1. CfR Pforzheim
  - SSV Reutlingen 05
  - Neckarsulmer Sport-Union
  - SGV Freiberg
  - TSV Ilshofen
  - SV Sandhausen II
- die zum Aufstieg gemeldete Mannschaft der Verbandsliga Baden 2019/20:
  - FC-Astoria Walldorf II
- die zum Aufstieg gemeldete Mannschaft der Verbandsliga Südbaden 2019/20:
  - FV Lörrach-Brombach
- die zum Aufstieg gemeldete Mannschaft der Verbandsliga Württemberg 2019/20:
  - TSG Backnang 1919
- der quotientenbeste Tabellenzweite der drei Verbandsligen 2019/20:
  - 1. FC Bruchsal

## Abstiegsregelungen
Es hätten mindestens 5 Teilnehmer direkt absteigen sollen, die Zahl hätte sich bis auf 7 erhöhen können.
Bei Aufstieg des Meisters
| Anzahl Mannschaften 2020/21        | 21 | 21 | 21 | 21 | 21 | 21 | 21 |
| − Aufsteiger in die Regionalliga   | 1  | 1  | 1  | 1  | 1  | 1  | 1  |
| + Absteiger aus der Regionalliga   | 0  | 1  | 2  | 3  | 4  | 5  | 6  |
| + Aufsteiger aus den Verbandsligen | 4  | 4  | 4  | 4  | 4  | 4  | 4  |
| − Absteiger in die Verbandsligen   | 6  | 7  | 7  | 7  | 7  | 7  | 7  |
| = Anzahl Mannschaften 2021/22      | 18 | 18 | 19 | 20 | 21 | 22 | 23 |

Bei Aufstieg des Meisters und des Relegationsteilnehmers
| Anzahl Mannschaften 2020/21        | 21 | 21 | 21 | 21 | 21 | 21 | 21 |
| − Aufsteiger in die Regionalliga   | 2  | 2  | 2  | 2  | 2  | 2  | 2  |
| + Absteiger aus der Regionalliga   | 0  | 1  | 2  | 3  | 4  | 5  | 6  |
| + Aufsteiger aus den Verbandsligen | 4  | 4  | 4  | 4  | 4  | 4  | 4  |
| − Absteiger in die Verbandsligen   | 5  | 6  | 7  | 7  | 7  | 7  | 7  |
| = Anzahl Mannschaften 2021/22      | 18 | 18 | 18 | 19 | 20 | 21 | 22 |

## Statistiken

### Tabelle zum Zeitpunkt des Abbruchs
| Pl.             | Verein                       | Sp. | S  | U | N | Tore    | Diff. | Punkte |
| --------------- | ---------------------------- | --- | -- | - | - | ------- | ----- | ------ |
| 1.              | SGV Freiberg                 | 13  | 11 | 2 | 0 | 042:600 | +36   | 35     |
| 2.              | Stuttgarter Kickers          | 13  | 9  | 3 | 1 | 041:120 | +29   | 30     |
| 3.              | 1. Göppinger SV              | 13  | 8  | 2 | 3 | 026:140 | +12   | 26     |
| 4.              | FSV 08 Bissingen             | 13  | 8  | 1 | 4 | 026:210 | +5    | 25     |
| 5.              | FC Nöttingen                 | 11  | 7  | 2 | 2 | 025:160 | +9    | 23     |
| 6.              | 1. FC Rielasingen-Arlen      | 12  | 6  | 4 | 2 | 018:120 | +6    | 22     |
| 7.              | Neckarsulmer Sport-Union     | 13  | 6  | 4 | 3 | 018:140 | +4    | 22     |
| 8.              | FV Ravensburg                | 12  | 4  | 6 | 2 | 022:140 | +8    | 18     |
| 9.              | Sportfreunde Dorfmerkingen   | 12  | 4  | 5 | 3 | 015:110 | +4    | 17     |
| 10.             | FC 08 Villingen              | 12  | 4  | 5 | 3 | 010:900 | +1    | 17     |
| 11.             | 1. CfR Pforzheim             | 12  | 4  | 3 | 5 | 021:170 | +4    | 15     |
| 12.             | TSG Backnang 1919 (N)        | 12  | 3  | 6 | 3 | 019:210 | −2    | 15     |
| 13.             | SSV Reutlingen 05            | 12  | 4  | 2 | 6 | 018:290 | −11   | 14     |
| 14.             | 1. FC Bruchsal (N)           | 11  | 3  | 3 | 5 | 016:230 | −7    | 12     |
| 15.             | TSV Ilshofen                 | 12  | 3  | 2 | 7 | 015:280 | −13   | 11     |
| 16.             | SV Linx                      | 12  | 3  | 2 | 7 | 017:330 | −16   | 11     |
| 17.             | SV Oberachern                | 11  | 3  | 1 | 7 | 010:210 | −11   | 10     |
| 18.             | FV Lörrach-Brombach (N)      | 13  | 2  | 2 | 9 | 016:300 | −14   | 08     |
| 19.             | FC-Astoria Walldorf II B (N) | 13  | 2  | 2 | 9 | 018:340 | −16   | 08     |
| 20.             | Freiburger FC                | 12  | 2  | 2 | 8 | 012:280 | −16   | 08     |
| 21.             | SV Sandhausen II U23         | 12  | 2  | 1 | 9 | 018:300 | −12   | 07     |
| Stand: Endstand |                              |     |    |   |   |         |       |        |

| (N) | Aufsteiger aus den Verbandsligen 2019/20 |

### Kreuztabelle
Die Kreuztabelle stellt die Ergebnisse aller Spiele dieser Saison dar. Die Heimmannschaft ist in der linken Spalte, die Gastmannschaft in der oberen Zeile aufgelistet.
| 2020/21                    | 1. Göppinger SV | Stuttgarter Kickers | FV Ravensburg | FC 08 Villingen | SV Oberachern | FSV 08 Bissingen | Freiburger FC | Sportfreunde Dorfmerkingen | SV Linx | 1. FC Rielasingen-Arlen | FC Nöttingen | 1. CfR Pforzheim | SSV Reutlingen 05 | Neckarsulmer Sport-Union | SGV Freiberg | TSV Ilshofen | SV Sandhausen II | FC-Astoria Walldorf II | FV Lörrach-Brombach | TSG Backnang 1919 | 1. FC Bruchsal |
| -------------------------- | --------------- | ------------------- | ------------- | --------------- | ------------- | ---------------- | ------------- | -------------------------- | ------- | ----------------------- | ------------ | ---------------- | ----------------- | ------------------------ | ------------ | ------------ | ---------------- | ---------------------- | ------------------- | ----------------- | -------------- |
| 1. Göppinger SV            |                 | 2:0                 | 3:1           | –               | 3:0           | –                | –             | –                          | 3:0     | –                       | 4:1          | –                | –                 | –                        | 0:7          | –            | 0:1              | –                      | –                   | –                 | –              |
| Stuttgarter Kickers        | –               |                     | –             | –               | –             | 4:2              | –             | –                          | 3:0     | 4:0                     | 4:1          | 2:0              | –                 | 2:0                      | –            | –            | –                | –                      | –                   | –                 | –              |
| FV Ravensburg              | –               | 2:2                 |               | –               | 4:1           | 4:2              | –             | –                          | –       | 3:0                     | –            | 0:0              | –                 | 1:3                      | –            | –            | –                | –                      | –                   | –                 | –              |
| FC 08 Villingen            | –               | 1:1                 | 0:0           |                 | 1:0           | –                | –             | –                          | –       | –                       | –            | –                | –                 | –                        | 1:2          | –            | 1:1              | –                      | –                   | 1:2               | –              |
| SV Oberachern              | –               | –                   | –             | –               |               | 1:2              | –             | 0:4                        | 3:1     | 0:1                     | –            | 2:1              | –                 | 0:2                      | –            | –            | –                | –                      | –                   | –                 | –              |
| FSV 08 Bissingen           | –               | –                   | –             | –               | –             |                  | 2:0           | 1:0                        | –       | 0:0                     | –            | 3:1              | 3:0               | –                        | –            | 4:1          | –                | –                      | 1:0                 | –                 | –              |
| Freiburger FC              | 3:2             | –                   | 1:1           | 0:1             | –             | –                |               | –                          | –       | –                       | –            | –                | –                 | –                        | –            | –            | –                | 0:6                    | –                   | 2:1               | 0:2            |
| Sportfreunde Dorfmerkingen | 1:3             | –                   | 0:0           | 0:0             | –             | –                | 3:0           |                            | –       | –                       | –            | –                | –                 | –                        | –            | –            | –                | 1:0                    | –                   | 3:1               | –              |
| SV Linx                    | –               | –                   | –             | –               | –             | –                | 3:2           | 1:2                        |         | –                       | –            | –                | 2:2               | –                        | 1:3          | –            | –                | –                      | 3:3                 | –                 | 2:1            |
| 1. FC Rielasingen-Arlen    | –               | –                   | –             | 1:0             | –             | –                | 2:0           | 0:0                        | –       |                         | –            | –                | –                 | –                        | –            | –            | –                | 4:1                    | 6:2                 | 1:1               | –              |
| FC Nöttingen               | –               | –                   | –             | –               | –             | –                | –             | –                          | 3:0     | –                       |              | –                | 3:0               | 1:1                      | –            | 3:0          | –                | –                      | 2:1                 | –                 | –              |
| 1. CfR Pforzheim           | –               | –                   | –             | 1:1             | –             | –                | 3:3           | 3:0                        | –       | 0:2                     | –            |                  | –                 | –                        | –            | 2:1          | –                | –                      | 6:1                 | –                 | –              |
| SSV Reutlingen 05          | 0:5             | 0:3                 | –             | –               | –             | –                | –             | –                          | –       | –                       | –            | –                |                   | –                        | 1:4          | –            | 3:2              | 3:0                    | –                   | –                 | 2:2            |
| Neckarsulmer Sport-Union   | –               | –                   | –             | –               | –             | –                | 2:1           | 1:1                        | –       | 1:1                     | –            | –                | 3:1               |                          | –            | 3:1          | –                | –                      | 0:0                 | –                 | 1:2            |
| SGV Freiberg               | –               | –                   | –             | –               | –             | 2:0              | –             | –                          | 7:0     | –                       | 1:1          | 2:0              | –                 | 2:0                      |              | –            | 3:2              | –                      | –                   | –                 | –              |
| TSV Ilshofen               | 0:0             | –                   | –             | 1:2             | –             | –                | –             | –                          | –       | –                       | –            | –                | 1:3               | –                        | 0:7          |              | –                | 3:0                    | –                   | –                 | 2:2            |
| SV Sandhausen II           | –               | –                   | –             | –               | –             | 3:4              | –             | –                          | 1:4     | –                       | 1:4          | –                | –                 | 0:0                      | –            | 1:2          |                  | –                      | 4:2                 | –                 | –              |
| FC-Astoria Walldorf II     | –               | 1:5                 | 1:4           | –               | 1:2           | –                | –             | –                          | –       | –                       | 2:3          | –                | –                 | –                        | 0:2          | –            | 2:1              |                        | –                   | 2:2               | –              |
| FV Lörrach-Brombach        | 0:4             | –                   | –             | 0:1             | –             | –                | –             | –                          | –       | –                       | –            | –                | 1:3               | –                        | –            | –            | –                | 4:1                    |                     | 0:1               | 2:1            |
| TSG Backnang 1919          | –               | 3:3                 | 1:1           | –               | 1:1           | 5:2              | –             | –                          | –       | –                       | –            | 0:4              | –                 | –                        | 1:1          | –            | –                | –                      | –                   |                   | –              |
| 1. FC Bruchsal             | 0:0             | 0:8                 | –             | –               | –             | –                | –             | –                          | –       | –                       | 2:3          | –                | –                 | –                        | 0:2          | –            | 4:1              | –                      | –                   | –                 |                |
| Stand: Endstand            |                 |                     |               |                 |               |                  |               |                            |         |                         |              |                  |                   |                          |              |              |                  |                        |                     |                   |                |

## Stadien

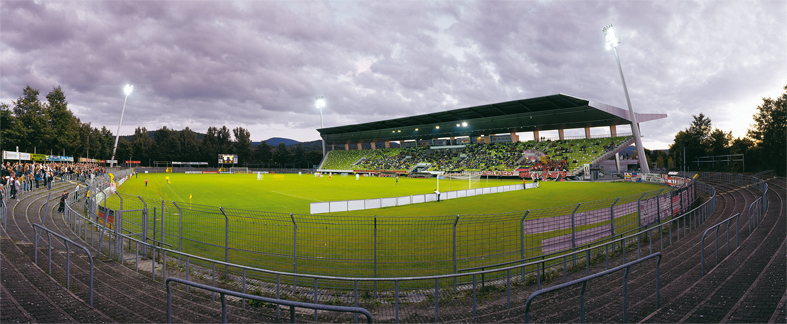
Innenraum des Reutlinger Stadions an der Kreuzeiche

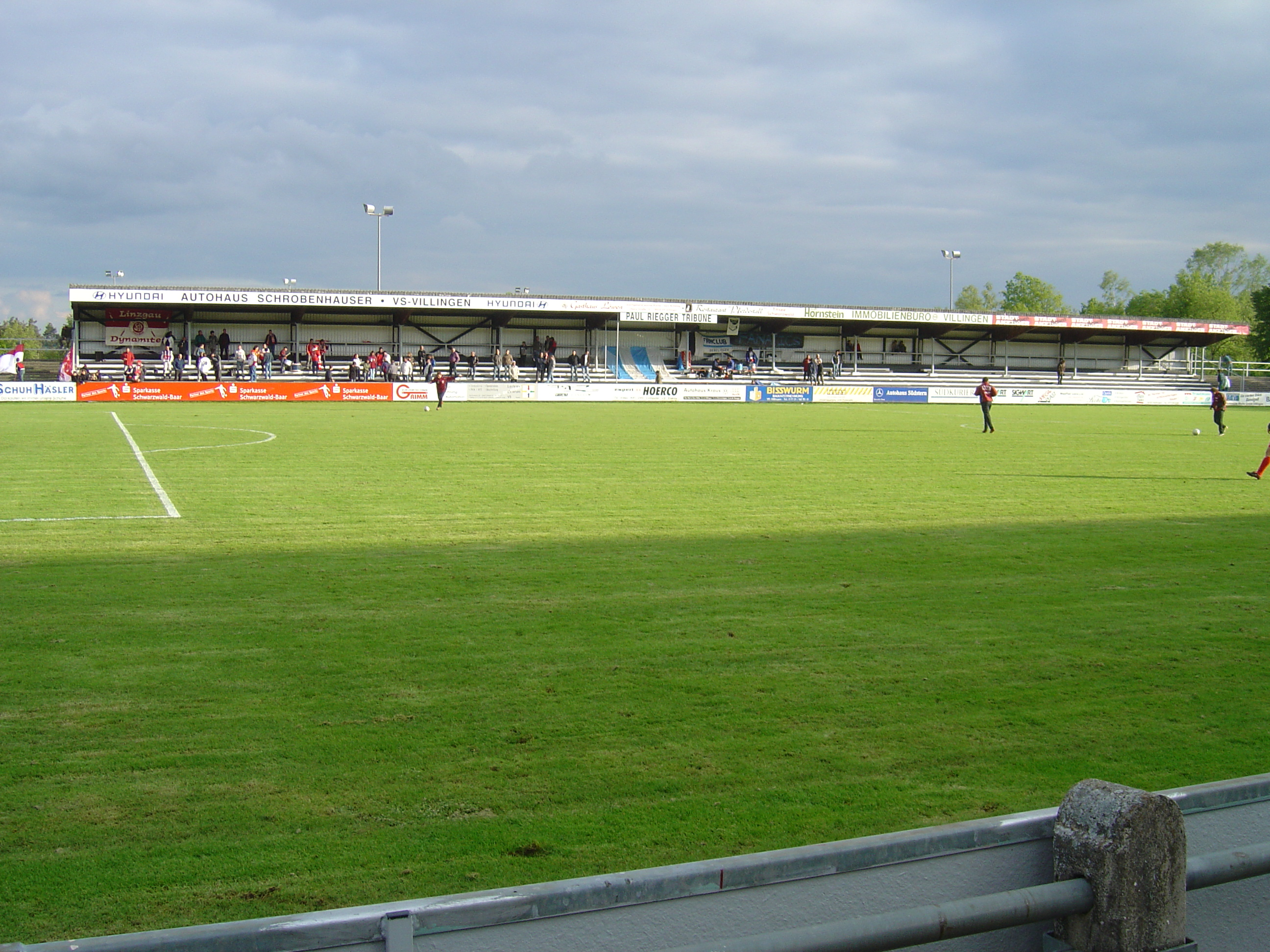
Paul-Rieger-Tribüne in Villingen

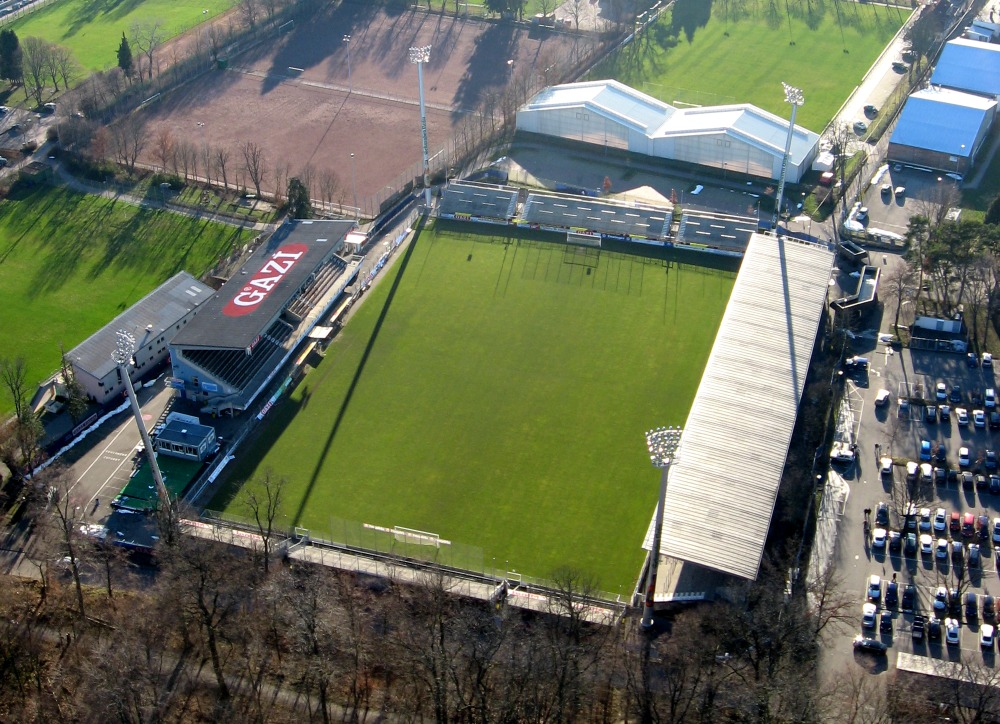
Stuttgarter Waldaustadion von oben

| Name                         | Stadt                  | Verein                     | Kapazität |
| ---------------------------- | ---------------------- | -------------------------- | --------- |
| Stadion an der Kreuzeiche    | Reutlingen             | SSV Reutlingen 05          | 15.228    |
| Gazi-Stadion auf der Waldau  | Stuttgart              | Stuttgarter Kickers        | 11.410    |
| Holzhofstadion               | Pforzheim              | 1. CfR Pforzheim           | 10.000    |
| MS-Technologie-Arena         | Villingen              | FC 08 Villingen            | 08.000    |
| Cteam arena                  | Ravensburg             | FV Ravensburg              | 07.000    |
| Sportzentrum Pichterich      | Neckarsulm             | Neckarsulmer Sport-Union   | 06.000    |
| Walter-Reinhard-Stadion      | Sandhausen             | SV Sandhausen II           | 05.000    |
| Röser Arena                  | Dorfmerkingen          | Sportfreunde Dorfmerkingen | 05.000    |
| Etzwiesenstadion             | Backnang               | TSG Backnang 1919          | 05.000    |
| Sportzentrum Bruchsal        | Bruchsal               | 1. FC Bruchsal             | 05.000    |
| Grüttpark-Stadion            | Lörrach                | FV Lörrach-Brombach        | 05.000    |
| Waldstadion                  | Walldorf               | FC-Astoria Walldorf II     | 05.000    |
| Stadion Hohenstaufenstraße   | Göppingen              | 1. Göppinger SV            | 04.500    |
| Wasenstadion                 | Freiberg               | SGV Freiberg               | 04.500    |
| Kleiner Arena                | Nöttingen              | FC Nöttingen               | 03.800    |
| B+S Stadion                  | Ilshofen               | TSV Ilshofen               | 03.500    |
| Sportgelände am Bruchwald    | Bietigheim-Bissingen   | FSV 08 Bissingen           | 03.000    |
| Hans-Weber-Stadion           | Rheinau-Linx           | SV Linx                    | 03.000    |
| Stadion im Dietenbach        | Freiburg               | Freiburger FC              | 03.000    |
| Waldsportplatz               | Achern-Oberachern      | SV Oberachern              | 01.500    |
| Sportanlage an den Talwiesen | Rielasingen-Worblingen | 1. FC Rielasingen-Arlen    | 01.500    |